# لایحه هوای پاک
لایحه هوای پاک (انگلیسی: Clean Air Act) از قوانین فدرال آمریکا است که برای کنترل آلودگی هوا در سطح ملی طراحی شده‌است. این لایحه یکی از اولین و اثرگذارترین قوانین زیست‌محیطی مدرن و از جامع‌ترین قوانین کیفیت هوا در جهان است. این قانون و بسیاری دیگر از قوانین فدرال زیست‌محیطی آمریکا را آژانس حفاظت از محیط زیست ایالات متحده آمریکا (EPA), در همکاری با دولت‌های ایالتی، محلی و قبیله‌ای اجرا می‌کند.
قانون هوای پاک مانند بسیاری دیگر از قوانین فدرال زیست‌محیطی مهم  ایالات متحده، توسط آژانس حفاظت از محیط زیست ایالات متحده (ای پی آ) در هماهنگی با دولت‌های ایالتی و محلی مدیریت میگردد. 

## تاریخچه
ایالات متحده بین انقلاب صنعتی دوم و دهه ۱۹۶۰ بود که آلودگی شدید هوا را تجربه کرد. پس از آلوده شدن شدید هوا به دود و بخار معروف به مه دود سال ۱۹۸۴، بحث در مورد آلودگی هوا به عنوان یک مشکل عمده در بین مردم مطرح شد. متعاقبا ایالت‌ها یک سری قوانین به منظور مقابله با این وضعیت را تصویب کردند. سپس این موضوع توسط کنگره و اداره‌های معادن ایالات متحده و سرویس بهداشت پیگیری و مدیریت گردید.